# Angéla Némethová
Angéla Ránky – Némethová (18. února 1946 Budapešť – 5. srpna 2014 tamtéž) byla maďarská atletka, olympijská vítězka a mistryně Evropy v hodu oštěpem.
Na olympiádě v Mexiku v roce 1968 získala zlatou medaili v hodu oštěpem výkonem 60,36 metrů. O rok později se v Athénách stala mistryní Evropy v této disciplíně. Na evropském šampionátu v Helsinkách v roce 1971 skončila čtvrtá, na olympiádě v Mnichově v roce 1972 nepostoupila do finále. Její osobní rekord je 60,58 m z roku 1969.
Jejím manželem byl maďarský olympijský vítěz v hodu oštěpem Miklós Németh.
Zemřela v roce 2014 ve věku 68 let.